# Macaca assamensis
Macaca assamensis (Макака ассамський) — вид приматів з роду Макака (Macaca) родини Мавпові (Cercopithecidae).

## Опис
Ассамські макаки це досить кремезні тварини з відносно коротким, добре вкритим волоссям хвостом. Проте, довжина хвоста у межах виду може варіюватися. Колір хутра від глибокого червоно-коричневого або темно-коричневого до більш світлого жовто-коричневого кольору, передня частини тіла прагне бути блідішою, ніж задня частина. Низ тіла блідіший. Гола шкіра на обличчі коливається від темно-коричневого до пурпурного кольору, шкіра навколо очей від блідо-рожевого до білувато-жовтого кольору. Вуса і борода досить добре розвинені. Є защічні мішки, які використовуються для зберігання продуктів харчування. Як і в більшості макак, самець більший, ніж самиця. Довжина голови й тіла: 51-73.5 см. Довжина хвоста: 15-30 см. Вага самців: 6-12 кг, самиць: ≈ 5 кг.

## Поширення
Країни поширення: Бангладеш; Бутан; Китай (Гуанси, Гуйчжоу, Тибет і Юньнань); Індія (Аруначал-Прадеш, Ассам, Маніпур, Мегхалая, Мізорам, Нагаленд, Сіккім, Тріпура, Уттар-Прадеш, і Західна Бенгалія); Лаос; М'янма; Непал; Таїланд; В'єтнам. Віддає перевагу густим лісам і зазвичай не живе у вторинному лісі. Мешкає в тропічних і субтропічних напіввічнозелених лісах, сухих хвойних гірських лісах. Цей вид зустрічається від заплав до високих гір, до 2800 м, а іноді й 3000 м в літній час, і, можливо, до 4000 м. Це взагалі вид нагірний і зазвичай асоціюється з районами пагорбів вище 1000 метрів. 

## Поведінка
Цей вид денний і всеїдний, і деревний і наземний. Листя, плоди і квіти утворюють велику частину раціону, хоча, вважається, що комахи й дрібні хребетні, включаючи ящірок, також можуть споживатись. Живе в невеликих групах, які включають самців, самиць і підлітків. Проте, групи до 50 осіб спостерігалися також. Групи мають сувору ієрархію домінування. Самиці лишаються в групі, в якій вони народилися, в той час як самці розходяться з групи, як тільки досягають зрілості. 

## Життєвий цикл
Сезон розмноження був записаний у листопаді-грудні в Непалі й з жовтня по лютий в Таїланді. Вагітність триває близько 158—170 днів, самиця народжує одне дитинча, яке важить близько 400 грамів при народженні. Самиці зазвичай народжують вперше в близько 5 років, і, ймовірно, народжують кожні один-два роки.

## Загрози та охорона
Загрозами є порушення середовища проживання: вибіркові рубки лісу і різні форми антропогенного розвитку та діяльності. На цих тварин полюють і торгують ними на продукти харчування, задля спорту і традиційної "медицини". Крім того, гібридизація з сусідніми видами являє собою загрозу для деяких груп населення.
Цей вид занесений до Додатка II СІТЕС. Знаходиться на ряді природоохоронних територій.